# 马骥 (1913年)
马骥（1913年11月12日—2002年6月5日），满族，天津蓟县人。中国人民解放军开国大校。

## 生平
1938年7月参加冀东抗日大暴动。1940年4月加入中国共产党。
1955年被授予上校军衔。荣获二级独立勋章，二级解放勋章。1960年晋升为大校军衔。1981年1月离职在北京休养。二级独立功勋荣誉章。
2002年7月23日，根据其生前遗嘱，中共秦皇岛市委、市军分区，及抚宁、青龙县委、县政府在抚宁天马山举行了马骥骨灰安葬仪式。  